# Poblat talaiòtic de Merola
El poblat talaiòtic de Merola són un conjunt de restes prehistòriques situades al lloc anomenat es Hortals, de la possessió de Merola, al municipi de Llucmajor, Mallorca.
Les restes d'aquest poblat estan formades per un talaiot petit de planta circular de 10,3 m de diàmetre i una alçada màxima actual d'1,7 m, amb entrada orientada a gregal i columna polilítica central; i una naveta d'habitació de planta en forma d'U allargada, les quals dimensions són 18,5 m de llargària per 7,4 m d'amplada.